# Denholm Elliott
Denholm Mitchell Elliott, CBE (* 31. Mai 1922 in Ealing, Middlesex, England; † 6. Oktober 1992 in Santa Eulària des Riu, Ibiza, Spanien) war ein britischer Schauspieler. Über viele Jahre war er einer der erfolgreichsten Charakterdarsteller Großbritanniens. Eine seiner bekanntesten Rollen ist die des Museumsdirektors Marcus Brody, den er in zwei Indiana-Jones-Filmen darstellte.

## Leben
Denholm Mitchell Elliott nahm nach dem Schulabschluss am Malvern College zunächst ein Studium an der renommierten Royal Academy of Dramatic Art (RADA) auf, gab dies 1940 aber zu Gunsten der Royal Air Force wieder auf. 1942 wurde sein Flugzeug abgeschossen und Elliott in einem deutschen Stammlager in Schlesien interniert.
Nach dem Ende der Kriegsgefangenschaft 1945 kehrte Elliott nach London zurück und nahm dort Schauspielunterricht. Laurence Olivier entdeckte ihn schließlich für die Bühne, und Elliotts Theaterdebüt erfolgte 1949, ebenfalls in London. Er war viele Jahre Mitglied der renommierten Royal Shakespeare Company in England, hatte aber auch Engagements in Amerika, u. a. 1950 am New Yorker Broadway.
Sein Filmdebüt hatte er 1949 in der Filmkomödie Dear Mr. Prohack. Von da an war er regelmäßig als Darsteller in Kinoproduktionen zu sehen, in denen er vielschichtige, schillernde Charaktere von Upper-Middle-Class-Gentlemen über Butler und Professoren bis hin zu schmierigen und trinkfreudigen Exzentrikern verkörperte. Er spielte den Oberst Larkin in King Rat (1965) nach James Clavell, den Will Scarlet neben Sean Connery und Audrey Hepburn in Robin und Marian (1976) und Wilhelm Canaris in Reise der Verdammten (1978). Dennoch dauerte es einige Jahrzehnte, bis der gefeierte Theaterdarsteller internationalen Filmruhm erlangte. 1981 machte ihn seine Rolle als Freund und Kollege von Indiana Jones, Marcus Brody, in dem amerikanischen Blockbuster Jäger des verlorenen Schatzes weltweit bekannt.
In den folgenden Jahren erhielt Elliott dreimal den angesehenen britischen BAFTA Award und war für seine Rolle in James Ivorys Zimmer mit Aussicht (1985) für einen Oscar nominiert. In Die Glücksritter spielte er den tiefgründig-humorvollen Butler von Dan Aykroyd und in mehreren Komödien von und mit Michael Palin (Der Missionar, Magere Zeiten – Der Film mit dem Schwein) sowie in einer Episode von Palins Fernsehserie Ripping Yarns. Zusammen mit Dianne Wiest war er 1987 in dem Filmdrama September von Woody Allen zu sehen, außerdem neben der damals noch unbekannten Nicole Kidman in der dreiteiligen Fernsehproduktion Bangkok Hilton (1989) und ein weiteres Mal als schusseliger, aber liebenswürdiger Archäologe Marcus Brody in Indiana Jones und der letzte Kreuzzug (1989). 1991 übernahm er für die Fernsehproduktion Der Mörder mit den Silberflügeln nach John le Carré die Rolle des Geheimagenten George Smiley. Seinen letzten von über 120 Film- und Fernsehauftritten hatte er als abgehalfterter Schauspieler Selsdon in Noises Off! - Der nackte Wahnsinn nach einer Theaterkomödie von Michael Frayn.
1988 wurde er für seine Verdienste um die Künste zum Commander of the British Empire (CBE) ernannt.

## Privates
Denholm Elliott war zweimal verheiratet, in der nur acht Monate dauernden ersten Ehe (1954) mit der Schauspielerin Virginia McKenna und in zweiter Ehe von 1962 bis 1992 mit der Amerikanerin Susan Robinson, mit der er zwei Kinder hatte, Mark und Jennifer. Elliott starb 1992 auf Ibiza an den Folgen einer AIDS-Erkrankung. Elliotts Witwe Susan schrieb zwei Jahre nach seinem Tod eine Biographie über ihn mit dem Titel Quest for Love, in welchem sie schrieb, dass sie und der bisexuelle Elliott eine offene Ehe geführt hätten. Außerdem gründete sie die Stiftung „Denholm Elliott Project“. Susan Elliott starb am 12. April 2007 an den Folgen eines Brandes in ihrer Wohnung.
1995 verfasste der Journalist Paul McMullan von The News of the World eine Serie über Elliotts Tochter Jennifer und schrieb, dass sie eine drogensüchtige Prostituierte sei, die auf der Straße lebe. 2003 erhängte Jennifer sich.

## Auszeichnungen
- BAFTA (British Academy of Film and Television Arts) Award 1984 als bester Nebendarsteller für Trading Places (Die Glücksritter)
- BAFTA Award 1985 als bester Nebendarsteller in A Private Function (Magere Zeiten)
- BAFTA Award 1986 als bester Nebendarsteller für Defence of the Realm
- 1985 Peter Sellers Award for Comedy (vom Evening Standard British Film Award verliehen)
- 1981 Evening Standard British Film Award als bester Schauspieler in Bad Timing, Rising Damp und Zulu Dawn
- 1986 Mystfest als bester Schauspieler in Defence of the Realm

## Filmografie (Auswahl)
- 1952: Der unbekannte Feind (The Sound Barrier)
- 1952: Der Würger kommt um Mitternacht (The Ringer)
- 1953: Der große Atlantik (The Cruel Sea)
- 1953: Das Herz aller Dinge (The Heart of the Matter)
- 1963: Endstation 13 Sahara (Station Six-Sahara)
- 1964: Das Beste ist grad’ gut genug (Nothing But the Best)
- 1965: Sie nannten ihn King (King Rat)
- 1966: Der Verführer läßt schön grüßen (Alfie)
- 1966: Der Spion mit der kalten Nase (The Spy with a Cold Nose)
- 1967: Marokko 7 (Maroc 7)
- 1967: … unterm Holderbusch (Here We Go Round the Mulberry Bush)
- 1968: Die Geschichte des Dr. Jekyll & Mr. Hyde (The Strange Case of Dr. Jekyll & Mr. Hyde) (Fernsehfilm)
- 1968: Die Nacht, als Minsky aufflog (The Night They Raided Minsky’s)
- 1970: Zu spät für Helden – Antreten zum Verrecken (Too Late the Hero)
- 1970: The Rise and Rise of Michael Rimmer
- 1970: Totentanz der Vampire (The House That Dripped Blood)
- 1971: Percy
- 1972: In den Fängen der Madame Sin (Madame Sin)
- 1972: Die Zwei: Adel vernichtet (The Persuaders: A Death in the Family)
- 1974: Duddy will hoch hinaus (The Apprenticeship of Duddy Kravitz)
- 1976: Die Braut des Satans (To the Devil a Daughter)
- 1976: Robin und Marian (Robin and Marian)
- 1976: Reise der Verdammten (Voyage of the Damned)
- 1976: The Signalman
- 1977: Ripping Yarns: Across the Andes by Frog
- 1977: Die Brücke von Arnheim (A Bridge Too Far)
- 1977: Sherlock Holmes oder Der sonderbare Fall vom Ende der Zivilisation wie sie uns bekannt ist (The Strange Case of the End of Civilization as We Know It) (Fernsehfilm)
- 1978: Watership Down (Stimme)
- 1978: The Boys from Brazil
- 1979: Die letzte Offensive (Zulu Dawn)
- 1979: Explosion in Cuba (Cuba)
- 1979: Saint Jack
- 1980: Black out – Anatomie einer Leidenschaft (Bad Timing)
- 1980: Sunday Lovers
- 1981: Jäger des verlorenen Schatzes (Raiders of the Lost Ark)
- 1982: Brimstone and Treacle
- 1982: Marco Polo (Fernseh-Miniserie)
- 1982: Der Missionar (The Missionary)
- 1983: Die verruchte Lady (The Wicked Lady)
- 1983: Der Hund von Baskerville (The Hound of the Baskervilles)
- 1983: Die Glücksritter (Trading Places)
- 1984: Auf Messers Schneide (The Razor’s Edge)
- 1984: Magere Zeiten – Der Film mit dem Schwein (A Private Function)
- 1985: Bleak House
- 1985: Button – Im Sumpf der Atommafia (Defence of the Realm)
- 1985: Zimmer mit Aussicht (A Room with a View)
- 1986: Die Whoopee Boys (The Whoopee Boys)
- 1987: Maurice
- 1987: September
- 1988: Zeit der Dunkelheit (Stealing Heaven)
- 1988: Zurück vom River Kwai (Return from the River Kwai)
- 1988: Noble House
- 1988: Agent ohne Namen (The Bourne Identity)
- 1989: Indiana Jones und der letzte Kreuzzug (Indiana Jones and the Last Crusade)
- 1989: Bangkok Hilton
- 1990: Abschied und Hoffnung (The Love She Sought)
- 1991: Der Mörder mit den Silberflügeln (A Murder of Quality)
- 1991: Boy Soldiers
- 1992: Noises Off! – Der nackte Wahnsinn (Noises Off)